# Charlie, le couguar
Pour plus de détails, voir Fiche technique et Distribution.
Charlie, le couguar ou Charlie, le puma solitaire (Charlie, the Lonesome Cougar) est un film américain de Rex Allen et Winston Hibler sorti en 1967.

## Synopsis
Jess Bradley recueille et élève un jeune puma qu'il prénomme Charlie. Jess et Charlie sont inséparables même si Jess sait qu'il devra le rendre à la nature. Leur terrain de jeu favori est le moulin de Potlach. Le puma et le chien du moulin se battent souvent l'un cherchant de la nourriture l'autre protégeant sa demeure.

## Fiche technique
- Titre original : Charlie, the Lonesome Cougar
- Titre français : Charlie, le couguar[1] ou Charlie, le puma solitaire[2]
- Réalisation : Rex Allen et Winston Hibler
- Scénario : Jack Speirs
- Images : William Bacon III, Lloyd Beebe, Charles L. Draper
- Montage : Gregg McLaughlin
- Musique : Franklyn Marks
  - Orchestration : Wayne Robinson
  - Chansons : Jack Speirs et Franklin Marks (Talkin' About Charlie)[3]
  - Montage : Rusty Jones
- Dressage animaux : Marinho Correia, Dell Ray
- Technicien du son : Robert O. Cook
- Coordinateur de production : Robert F. Metzler
- Producteur : Walt Disney, Winston Hibler (coproducteur), Erwin L. Verity (directeur de production)
  - Producteur terrain : Lloyd Beebe, Charles L. Draper, Ford Beebe
- Société de production : Walt Disney Productions
- Société de distribution : Buena Vista Distribution
- Pays :  États-Unis
- Genre : Documentaire
- Durée : 75 minutes
- Date de sortie : 18 octobre 1967

Sauf mention contraire, les informations proviennent des sources suivantes : Leonard Maltin, Mark Arnold, IMDb

## Distribution
- Ron Brown : Jess Bradley
- Bryan Russell : Potlatch
- Linda Wallace : Jess's Fiancee
- Jim Wilson : Farmer
- Clifford Peterson : Mill Manager
- Lewiss Sample : Chief Engineer
- Edward C. Moller : Mill Hand
- Rex Allen : Narrateur (voix)

Source : Mark Arnold et IMDb

## Sorties cinéma
Sauf mention contraire, les informations suivantes sont issues de l'Internet Movie Database.
- États-Unis : 18 octobre 1967
- Japon : 13 janvier 1968
- Colombie : 27 novembre 1969
- Uruguay : 23 mars 1970
- Allemagne de l'Ouest : 4 avril 1983

## Origine et production
Charlie, le couguar a été diffusé en même temps que Le Livre de la jungle (1967) ce qui lui a permis d'obtenir un certain succès auprès du public,.
Le film fait partie selon Mark Arnold des productions Disney de films animalier nommées « Prénom, le adjectif animal ». C'est une longue série de films semi-fictionnels assez proche des Aventures de Perri (1957) diffusés à la télévision est au cinéma entre 1967 et 1975. Le film suivant Le Cheval aux sabots d'or (1968) est plus attirant pour le public grâce à la présence de Dean Jones. Arnold attribue l'arrêt de ce type de films à une prise de conscience que le genre n'était pas apprécié par les enfants. Merveilles de la nature (The Best of Walt Disney's True-Life Adventures) dernier documentaire des True-Life Adventures met un terme au genre en 1975. En 1978 Jack Spiers réalise un moyen métrage dans le même genre intitulé A Tale of Two Critters mettant en scène un castor et un ours et diffusé en première partie du film d'animation Les Aventures de Bernard et Bianca.
Le film a été diffusé dans l'émission The Wonderful World of Disney en deux parties les 2 et 9 novembre 1969 sur NBC,.

## Analyse
Pour Mark Arnold, le film est assez sobre et raconte une histoire presque intéressante. Arnold écrit que sans la diffusion conjointe avec Le Livre de la jungle le film serait passé inaperçu. Il constate que Leonard Maltin n'évoque pas le film dans son encyclopédie des films Disney The Disney Films alors qu'il a été diffusé avant Le Plus Heureux des milliardaires présent dans l'ouvrage ce qu'il attribue à un manque de relation avec Walt Disney.
Mark Arnold note que le film Fous d'Irène (2000) de Peter et Bobby Farrelly dont le personnage principal est Charlie Baileygates (interprété par Jim Carrey) est narré par Rex Allen Jr. de la même manière que Charlie, le couguar, narré lui par Rex Allen.